# Payne Stewart
Payne Stewart, född 30 januari 1957, död 25 oktober 1999, var en amerikansk golfspelare. Han omkom i en flygolycka vid 42 års ålder.
Stewart föddes i Springfield, Missouri, USA. Han fick sitt tourkort för PGA-touren 1982 efter att ha spelat i Asien i några år och han vann samma år tourtävlingen Quad Cities Open. Han vann elva tävlingar på PGA-touren, bland annat PGA Championship 1989 och US Open 1991 och 1999. Han vann även Hassan II Trophy i Marocko två gånger.
Stewart representerade USA:s Ryder Cup-lag fem gånger (1987, 1989, 1991, 1993, 1999). Han blev besviken över att inte få representera USA 1995 och 1997 när han varken kvalificerade sig automatiskt eller blev handplockad av kaptenen. Han spelade också för USA i tre World Cup-lag.
Han var mycket populär bland sina fans, speciellt för sin klädsmak, och han hade ett rykte om sig att ha den största garderoben bland professionella golfspelare. Han var ett ständigt mål för fotografer på grund av sin prersonliga klädstil med bl.a. golfbyxor under tävlingar.
År 2001 valdes Stewart in i World Golf Hall of Fame.

## Meriter

### Majorsegrar
- 1989 PGA Championship
- 1991 US Open
- 1999 US Open

### Segrar på PGA-touren
- 1982 Quad Cities Open
- 1983 Walt Disney Classic
- 1987 Hertz Bay Hill Classic
- 1989 MCI Heritage Classic
- 1990 MCI Heritage Classic, GTE Byron Nelson Golf Classic
- 1995 Shell Houston Open
- 1999 AT&T Pebble Beach National Pro-Am